# Lírios (pintura)
Lírios é uma das várias pinturas de íris do artista holandês Vincent van Gogh e uma obra da série de pinturas que ele fez no asilo Saint Paul-de-Mausole em Saint-Rémy-de-Provence, França, no último ano antes sua morte em 1890.
Van Gogh começou a pintar esse quadro um mês depois de entrar no asilo, em maio de 1889, trabalhando no jardim do hospital.
Ele considerou essa pintura um estudo e é provavelmente por isso que não há desenhos conhecidos para ela, embora Theo, irmão de Van Gogh, a tenha submetido à exposição anual da Société des Artistes Indépendants em setembro de 1889, junto com Noite estrelada sobre o Ródano. Ele escreveu a Vincent sobre a exposição: "[O quadro] chama a atenção de longe. As íris são um belo estudo cheio de ar e vida." A pintura é uma de suas obras mais conhecidas.

## Procedência
O primeiro proprietário foi Julien "Père" Tanguy, um moedor de tinta e negociante de arte cujo retrato van Gogh pintou três vezes. Em 1892, Tanguy vendeu o quadro para o crítico de arte e anarquista Octave Mirbeau, que também foi um dos primeiros apoiadores de Van Gogh.
Em 1987, tornou-se a pintura mais cara já vendida, estabelecendo um recorde que durou dois anos e meio. Na ocasião, foi vendida por US$ 53,9 milhões para Alan Bond, mas Bond não tinha dinheiro suficiente para pagá-la. O quadro foi posteriormente revendido em 1990 para o J. Paul Getty Museum em Los Angeles.